# 黑尾美洲鱥
黑尾美洲鱥（學名：Notropis asperifrons），為輻鰭魚綱鯉形目雅羅魚科的其中一種，分布於北美洲美國阿肯色州西南部、奧克拉荷馬州東南部、路易斯安那州西部和德克薩斯州東部的紅河（密西西比河流域）和卡爾卡蘇河至布拉索斯河流域，本魚體細長呈長橢圓形且側扁，眼大，吻部圓鈍，體背部淡褐色，身體及腹部銀白色，體中央有一條黑色縱紋，從吻部延伸至尾柄處，尾鰭叉形，上下葉圓鈍，體長可達7.6公分，棲息在水質清澈、沙石底質的中小型溪流及水塘，屬肉食性，以水生昆蟲等為食，生活習性不明。